# Hemidactylus vietnamensis
Espèce
Hemidactylus vietnamensis est une espèce de geckos de la famille des Gekkonidae.

## Répartition
Cette espèce est endémique du Viêt Nam.

## Description
Cette espèce est parthénogenique.

## Étymologie
Son nom d'espèce, composé de vietnam et du suffixe latin -ensis, « qui vit dans, qui habite », lui a été donné en référence au lieu de sa découverte.

## Publication originale
- Darevsky, Kupriyanova & Roshchin, 1984 : A new all-female triploid species of gecko and karyological data on the bisexual Hemidactylus frenatus from Vietnam. Journal of Herpetology, vol. 18, n. 3, p. 277-284.